# Вељки Славков
Вељки Славков (слч. Veľký Slavkov) насељено је мјесто са административним статусом сеоске општине (слч. obec) у округу Попрад, у Прешовском крају, Словачка Република.

## Становништво
| Година:    | 1994. | 2004.   | 2014.    | 2024. |
| ---------- | ----- | ------- | -------- | ----- |
| Број људи: | 1071  | 1145    | 1320     | 1518  |
| Разлика:   |       | +6,90 % | +15,28 % | +15 % |

| Година:    | 2023. | 2024.   |
| ---------- | ----- | ------- |
| Број људи: | 1524  | 1518    |
| Разлика:   |       | -0,39 % |

Према подацима о броју становника из 2011. године насеље је имало 1.258 становника.